# Trafikoperatör
En trafikoperatör är ett åkeri som bedriver vägtransport på uppdrag av ett transportbolag som hanterar kundkontakten åt operatörerna. Detta i sin tur gör att trafikoperatören endast ansvarar för körningen av själva transporten. Inom kollektivtrafiken kan trafikoperatören även ansvara för planering och trafikledning.

## Inom bussbranschen
De flesta länstrafikbolag bedriver i dag sin trafik på entreprenad genom offentliga upphandlingar. I dessa fall kör trafikoperatörerna på uppdrag av en trafikhuvudman, oftast trafikförvaltningen eller länstrafikmyndigheten inom respektive län. 
Inom beställningstrafiken brukar det oftast handla om större turist- eller resebolag som skriver kontrakt med andra bolag för att bedriva pendeltrafik, exempelvis till och från hamnar och flygplatser. Stora resebyror som Viking Line, Flixbus och TUI skriver kontrakt med mindre bolag som agerar som trafikoperatörer.

### Svenska trafikoperatörer i urval
- Bergkvara
- Keolis Sverige
- Byberg & Nordins
- Transdev Sverige
- Ekman Buss
- Westin Buss

## Inom godstransport
Inom logistik finns det mindre åkerier som utför trafiken på uppdrag av en speditör. Speditören kan i dessa fall ansvara för både kundkontakter och ruttplanering men inte utförandet av trafiken.
Det är vanligt att åkerier arbetar för speditörer när man transporterar utomlands eftersom speditören oftast har internationella kontakter vilket är svårt att uppnå i ett litet åkeriföretag. Stora logistikbolag som DHL och Postnord anlitar mindre företag som utför trafiken.

### Svenska trafikoperatörer i urval
- Alviks Trafik
- A.H.L. Johanssons Åkeri
- Godstransportservice (GTS)
- Grenholms Åkeri